# بطولة العالم لسباق الدراجات على الطريق 2018
بطولة العالم لسباق الدراجات على الطريق 2018 (بالإنجليزية: 2018 UCI Road World Championships)‏ هو سباق دراجات هوائية، أقيم خلال الفترة 22 سبتمبر 2018، وحتى 30 سبتمبر 2018.
.
| 23 سبتمبر | سباق الطريق ضد الساعة للفرق          | كويك ستب-فلورز                       | سنويب                              | بي إم سي راسينغ                         |
| 29 سبتمبر | سباق الطريق المداري للنساء           | أنا فان دير بريغين (Boels Dolmans)   | أماندا سبرات (Mitchelton-Scott)    | تاتيانا جوديرزو (Bepink)                |
| 25 سبتمبر | سباق الطريق ضد الساعة للنساء         | أنيميك فان فليوتن (Mitchelton-Scott) | أنا فان دير بريغين (Boels Dolmans) | إيلين فان دايك (Sunweb)                 |
| 23 سبتمبر | سباق الطريق ضد الساعة لفرق النساء    | Canyon-SRAM Racing                   | Boels Dolmans                      | Sunweb                                  |
| 26 سبتمبر | سباق الطريق ضد الساعة                | روهان دنيس (بي إم سي راسينغ)         | توم دومولين (سنويب)                | فكتور كامبنارتس (لوتو سودال)            |
| 24 سبتمبر | سباق الطريق ضد الساعة للشابات        | Rozemarijn Ammerlaan ‏                | Camilla Alessio ‏                   | Elynor Bäckstedt ‏                       |
| 24 سبتمبر | سباق الطريق ضد الساعة لأقل من 23 سنة | ميكيل بيرج (Hagens Berman-Axeon)     | برنت فان موير (Lotto-Soudal U23)   | Mathias Jørgensen ‏ (Riwal CeramicSpeed) |
| 25 سبتمبر | سباق الطريق ضد الساعة للشبان         | رمكو أفينبول                         | لوكاس بلاب                         | Andrea Piccolo ‏                         |
| 27 سبتمبر | سباق الطريق المداري للشابات          | Laura Stigger ‏                       | Marie Le Net ‏                      | Simone Boilard ‏                         |
| 27 سبتمبر | سباق الطريق المداري للشبان           | رمكو أفينبول                         | Marius Mayrhofer ‏                  | Alessandro Fancellu ‏                    |
| 28 سبتمبر | سباق الطريق المداري لأقل من 23 سنة   | مارك هيرشي (Sunweb Development)      | Bjorg Lambrecht ‏ (لوتو سودال)      | Jaakko Hänninen ‏                        |
| 30 سبتمبر | سباق الطريق                          | أليخاندرو بالبيردي (موفيستار)        | رومان بارديه (أيه إل أم)           | مايكل وودز (EF Education First-Drapac)  |

## وصلات خارجية
- الموقع الرسمي